# 勝光寺 (川越市)
勝光寺（しょうこうじ）は、埼玉県川越市にある天台宗の寺院。

## 歴史
1640年（寛永17年）、円海法師によって開山された。円海は1649年（慶安2年）に寂している。
当寺の境内には、1649年（慶安2年）に造立された筆塚があり、幕末期に寺子屋を運営していたことが伺える。

## 交通アクセス
- 新河岸駅より徒歩9分。